# Parco nazionale di Badgingarra
Il parco nazionale di Badgingarra è un parco nazionale dell'Australia Occidentale, situato circa 190 km a nord di Perth, in prossimità della cittadina di Badgingarra.